# Mervyn Butler
Sir Mervyn Andrew Haldane Butler, KCB, CBE, DSO&Bar. MC (* 1. Juli 1913; † 3. Januar 1976) war ein britischer Offizier der British Army, der unter anderem als Generalleutnant von 1968 bis 1970 Kommandierender General des I. Korps (I Corps) sowie als General zwischen 1982 und 1983 Kommandant des Royal College of Defence Studies war.

## Leben

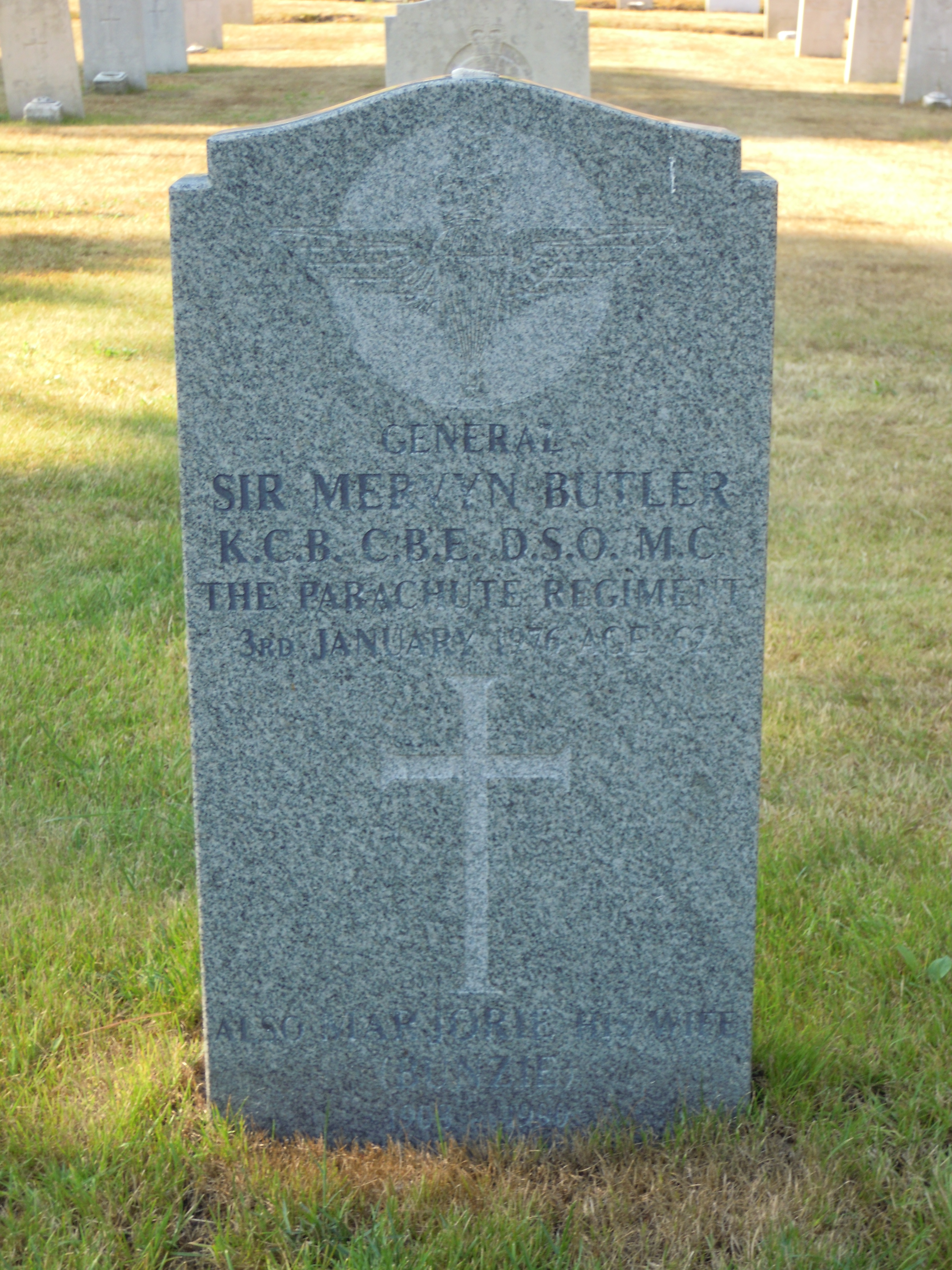
Grabstätte von General Sir Mervyn Butler auf dem Aldershot Military Cemetery.

Mervyn Andrew Haldane Butler, Sohn von Major James Dickson Butler MBE, absolvierte nach dem Besuch des St Columba’s College in Dublin eine Offiziersausbildung am Royal Military Academy Sandhurst. Nach deren Abschluss wurde er 2. Februar 1933 als Leutnant (Second Lieutenant) in das Linieninfanterieregiment Prince of Wales’s Volunteers (South Lancashire Regiment) übernommen. Später wurde er zum Falljägerregiment PARA (Parachute Regiment) versetzt und nahm an verschiedenen Einsätzen und Gefechten im Zweiten Weltkrieg teil. Für seine Tapferkeit und militärischen Verdienste wurde er 1940 mit dem Military Cross (MC) sowie 1945 mit dem Distinguished Service Order (DSO) ausgezeichnet.
Nach Kriegsende wurde Butler zum Linieninfanterieregiment Suffolk Regiment versetzt und fand zahlreiche weitere Verwendungen als Offizier und Stabsoffizier. Als Brigadegeneral (Brigadier) fungierte er zwischen Januar 1956 und Dezember 1957 als Kommandeur der 16. Fallschirmjägerbrigade (Commanding Officer, 16th Parachute Brigade) und wurde in Anerkennung ausgezeichneter Verdienste bei den Einsätzen im Nahen Osten in der Zeit von Oktober bis Dezember 1956 am 13. Juni 1957 mit einer Spange (Bar) zu seinem Distinguished Service Order ausgezeichnet sowie des Weiteren am 2. Juli 1957 auch Commander des Order of the British Empire (CBE). Danach war er zwischen Februar 1959 und Januar 1962 im Kriegsministerium (War Office) im Heeresstab stellvertretender Leiter des Referats Personalverwaltung und Besetzungsverfahren (Deputy Director of Personnel Administration / Army Manning).
Als Generalmajor (Major-General) bekleidete  Mervyn Butler zwischen Februar 1962 und März 1964 Kommandeur der 2. Division (General Officer Commanding, 2nd Division) und wurde in dieser Verwendung am 1. Januar 1964 auch Companion des Order of the Bath (CB). Anschließend war er im Verteidigungsministerium (Ministry of Defence) von Juni 1964 bis März 1966 Leiter des Referats Gemeinsame Kriegsführung (Director of Joint Warfare) sowie zwischen April 1966 und Dezember 1967 Kommandant des Staff College Camberley. Am 31. Januar 1967 wurde er zudem als Nachfolger von Generalleutnant Sir Kenneth Darling Regimentsoberst des Fallschirmregiments (Colonel Commandant, Parachute Regiment).
Butler wurde am 1. Januar 1968 zum Knight Commander des Order of the Bath (KCB) geschlagen und führte fortan den Namenszusatz „Sir“. Daraufhin löste er als Generalleutnant im Januar 1968 (Lieutenant-General) Generalleutnant Sir John Mogg als Kommandierender General des I. Korps (General Officer Commanding-in-Chief, I Corps) ab und verblieb auf diesem Posten bis Januar 1970, woraufhin Generalleutnant Sir John Aubrey Taylor Sharp seine dortige Nachfolge antrat. Anschließend übernahm er im Mai 1970 erneut von General Sir John Mogg den Posten als Oberkommandierenden des Strategischen Heereskommandos (Army Strategic Command) und hatte diesen bis November 1971 inne, woraufhin Generalleutnant Frank Douglas King seine dortige Nachfolge antrat.
Zuletzt wurde Sir Mervyn Butler als General im Januar 1972 Nachfolger von Alastair Francis Buchan als Kommandant des Royal College of Defence Studies (RCDS) in London und übte dieses Amt bis zu seinem Ausscheiden aus dem aktiven Militärdienst im Januar 1973 aus, woraufhin General Sir Antony Read ihn ablöste. Nach seinem Tode am 3. Januar 1976 wurde er auf dem Aldershot Military Cemetery bestattet.